# Langer János
Langer János (Sasvár, Nyitra vármegye, 1819. augusztus 28. – Budapest, 1889. szeptember 16.) zeneszerző, énekes, karnagy, tanár. Langer Viktor zeneszerző édesapja.

## Élete
Tanulmányait előbb Pozsonyban, majd 1835-től Pesten végezte. 1838-ban Pesten a német színház zenekarához hegedűsnek szerződtették. 1840-ben Pécsett, 1841-ben Eperjesen játszott tenor szerepeket, később Pesten a német színháznál működött mint második tenorista. 1844-ben tagja lett a belvárosi plébániatemplom énekkarának, 1846-tól pedig a Szent Rókus kápolna kántoraként működött. 1856-ban a Nemzeti Zenede énektanára, 1869-ben a lipótvárosi Szent István-bazilika kántora, később karnagya lett. Az első Magyar Dalárda alapítója volt.
Írt számos egyházi művet, dalokat és miserészleteket.

## Zenei művei
- Waldhornlied (énekszóló, kórus, zongora, 1855);
- M. dalok zongorakísérettel (1865);
- Hat m. dal op. 6.; Három zongoradarab (1871).

## Munkája
- Rövid és gyakorlati énekiskola. Bpest, 1873. (Több kiadást ért.)